# Shaker Loops
Shaker Loops es una composición de 1978 del compositor estadounidense John Adams, escrita originalmente para septeto de cuerdas. En 1983 publicó una versión para orquesta de cuerda, y se estrenó en abril de ese año en el Alice Tully Hall, de Nueva York, por la American Composers Orchestra dirigida por Michael Tilson Thomas.
La partitura original «modular», publicada por Associated Music Publisher, desde entonces ha sido retirada y reemplazado por la versión para orquesta de cuerda de 1983. Esta versión puede ser interpretada por un septeto de solistas o por una orquesta de cuerda de cualquier tamaño.
La obra consta de cuatro movimientos.
- I. Shaking and Trembling
- II. Hymning Slews
- III. Loops and Verses
- IV. A Final Shaking

## Historia
Shaker Loops comenzó como una pieza llamada 'Wavemaker' en la que Adams intentó emular el efecto de la ondulación de los cuerpos de agua en su música. La pieza fue un fracaso comercial, pero Adams mantuvo la idea de la repetición de bucles de las oscilaciones en los instrumentos de cuerda. Título  la pieza 'Shaker Loops,' por el 'temblor' de las cuerdas, ya que oscilan entre las notas y la inspiración de Adams en el baile de los Shakers con música enérgica y repetitiva.

## Instrumentación
| - 3 violines - 1 viola - 2 violonchelo - 1 contrabajo |

## Grabaciones
Varias grabaciones de la versión de orquesta de cuerdas han sido editados en CD, incluyendo una por Edo de Waart, y la San Francisco Symphony Orchestra para Philips Records.

## Apariciones en otros medios de comunicación
- El primer movimiento de Shaker Loops apareció en la película de 1987 Barfly.[2]
- Los tres primeros movimientos son parte de la banda sonora del videojuego Civilization IV.
- El primer movimiento fue arreglado y con letra y voz de Jon Anderson en su álbum, Change we must.
- Los dos últimos movimientos fueron utilizados en el 2009 de la película Io sonno l'amore.